# Северногермански езици
Северногерманските или скандинавски езици съставляват един от трите клона германски езици, под-семейството на индоевропейските езици, заедно със западногерманските и вече изчезналите източногермански езици. Понякога езиците от тази група са наричани „нордически езици“.
Терминът „северногермански езици“ се използва предимно в сравнително-историческия метод в лингвистиката, докато терминът „скандинавски езици“ е по-общоприет и се използва във всекидневната реч.
Приблизително 20 милиона души от северните страни са със скандинавски майчин език, включително и шведското малцинство във Финландия. Езици, принадлежащи на северногерманската езикова група се говорят и в Гренландия, както и от някои имигрантски групи в Северна Америка и Австралия.

## История
Около 3 век пр. Хр. вече има доказателства, под формата на руническо писмо, за разграничението на северногерманските езици от другите германски езици. От староскандинавския (3 – 7 в.) и старонорвежкия (7 – 14 в.) езици, северногерманските езици се развиват към две подгрупи – източни скандинавски езици (датски и шведски) и западни скандинавски езици (норвежки, фарьорски и исландски). Скандинавските заселници са наложили старонорвежкия в Исландия и Фарьорските острови към 9 век. От всички скандинавски езици исландския е най-близък до старонорвежкия. Друг език, развил се на базата на старонорвежкия е т.нар. норнски език, който бил наложен през 9 век от викингите в Оркни и Шетланд и замира около 18 век.
През средновековието (до 13 в. в Швеция и Исландия), хората говорещи скандинавски езици са се разбирали един друг и са наричали този общ език „датски“ (виж „старонорвежки“). До 16 в. шведите и датчаните са говорили един език (вж A Description of the Northern Peoples).
От друга страна, по същото време, на синтактична основа започват да се разграничават островните (Исландия и Фарьорските острови) и континенталните (Дания, Швеция и Норвегия) скандинавски езици.
При разделянето на скандинавските езици на източна и западна езикови групи, западната попада под силно влияние на северногерманския диалект (нисконемски) по времето на Лигата на Ханзата (12 – 17 в.).
В наши дни скандинавските езици са силно повлияни от английския език. Проучване през 2005 г. показва, че броят чуждици, навлезли от английски е нараснал 2 пъти за последните 30 години и вече представлява 1,2% от речта.

## Класификация
Освен географското разграничение на скандинавските езици (континентални и островни), съществува и раграничението, базирано на тяхната степен на взаимноразбираемост. Вследствие на дългата политическа обединеност на Норвегия и Дания, норвежкия език е бил почти идентичен с датския до норвежката правописна реформа през 1907 г. От друга страна, в датския език се забелязва отдалечаване на устната от писмената му форма, което води до голяма прилика с норвежкия в писмена форма и значителни разлики при устната реч.
Най-ниска степен на взаимноразбираемост има при устния датски и шведски език. Понякога, на шега се казва, че норвежкият език е „датски с шведско произношение“.